# Universität Tokushima

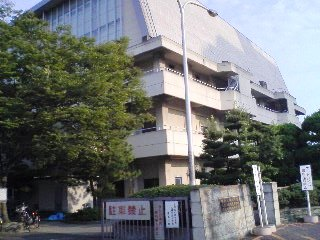
Universität Tokushima

Die Universität Tokushima (jap. 徳島大学, Tokushima daigaku) in Tokushima, Präfektur Tokushima ist eine staatliche Universität. Die Universität besteht aus den Campus Shinkura (新蔵), wo sich die Verwaltung befindet, Jōsanjima (常三島) und Kuramoto (蔵本).

## Geschichte
Die Universität wurde 1949 durch den Zusammenschluss der sechs staatlichen Schulen gegründet. Die sechs waren:
- die Medizinische Hochschule Tokushima (徳島医科大学, Tokushima ika daigaku),
- die Medizinische Fachschule Tokushima (徳島医学専門学校, Tokushima igaku semmon gakkō),
- die Oberschule Tokushima (徳島高等学校, Tokushima kōtō gakkō),
- das Technikum Tokushima (徳島工業専門学校, Tokushima kōgyō semmon gakkō),
- die Normalschule Tokushima (徳島師範学校, Tokushima shihan gakkō), und
- die Jugend-Normalschule Tokushima (徳島青年師範学校, Tokushima seinen shihan gakkō).

1986 wurde die Fakultät für Pädagogik zur Fakultät für interdisziplinäre Wissenschaft, weil die Lehrerbildungskurse in die Pädagogische Hochschule Naruto (鳴門教育大学, Naruto kyōiku daigaku; gegründet 1981) verlegt wurden.

### Die Medizinische Hochschule Tokushima
Die Medizinische Hochschule wurde 1943 als präfekturale medizinische Fachschule gegründet. Im April 1945 wurde sie eine staatliche Schule. Das große Klinikum lag im heutigen Campus Shinkura; im Juli 1945 während des Pazifikkriegs aber wurde es zerstört. Also 1947 wurde die Schule unzureichend geschätzt (Die dritte und vierte Klassen [= Kliniker] wurden in die Oberschule Tokushima reorganisiert). 1948 entwickelte die Fachschule sich zur Medizinischen Hochschule Tokushima und die neuen Schulgebäude wurden im Campus Kuramoto (ehemalige Militärbasis) gebaut.
Die Medizinische Hochschule Tokushima, die Medizinische Fachschule Tokushima und die Oberschule Tokushima waren die Vorgängerinnen der Fakultät für Medizin.

### Das Technikum Tokushima
Das Technikum wurde 1922 als Höhere Technische Schule Tokushima (徳島高等工業学校, Tokushima kōtō kōgyō gakkō) gegründet. Sie lag im heutigen Campus Jōsanjima. 1944 wurde die Schule in Technikum Tokushima umbenannt. Das Technikum hatte Kurse in Bauingenieurwesen, Maschinenlehre, Elektronik, Chemietechnik und Pharmazie; es war das einzige japanische staatliche Technikum, das Kurse in Pharmazie hatte, denn der in Jōsanjima geborene Chemiker Nagayoshi Nagai (長井長義, 1844–1929) riet dem Ministerium für Bildung die Gründung. Die Schule war die Vorgängerin der Fakultäten für Ingenieurwissenschaft und Pharmazie.

### Die Normalschule Tokushima
Die Normalschule wurde in der ehemaligen Burg Tokushima 1874 gegründet. Zuerst war sie eine präfekturale Schule. 1899 zog sie in den heutigen Campus Jōsanjima. 1943 entwickelte sie sich zur staatlichen pädagogischen Fachschule. Sie und die Jugend-Normalschule Tokushima (gegründet 1922) waren die Vorgängerinnen der Fakultät für Pädagogik.

## Fakultäten
- Campus Jōsanjima (34° 4′ 41,6″ N, 134° 33′ 40,7″ O):
  - Fakultät für interdisziplinäre Wissenschaft (総合科学部, sōgō kagaku-bu, engl. Integrated Arts and Sciences)
  - Fakultät für Ingenieurwissenschaft
- Campus Kuramoto (34° 4′ 32,1″ N, 134° 31′ 1,7″ O):
  - Fakultät für Medizin
  - Fakultät für Zahnmedizin
  - Fakultät für Pharmazie

## Absolventen
- Shuji Nakamura (* 1954), Physiker
- Keiko Takemiya (* 1950), Mangaka